# Orthosiphon wulfenioides
Orthosiphon wulfenioides là một loài thực vật có hoa trong họ Hoa môi. Loài này được (Diels) Hand.-Mazz. mô tả khoa học đầu tiên năm 1930.